# Helft uns siegen

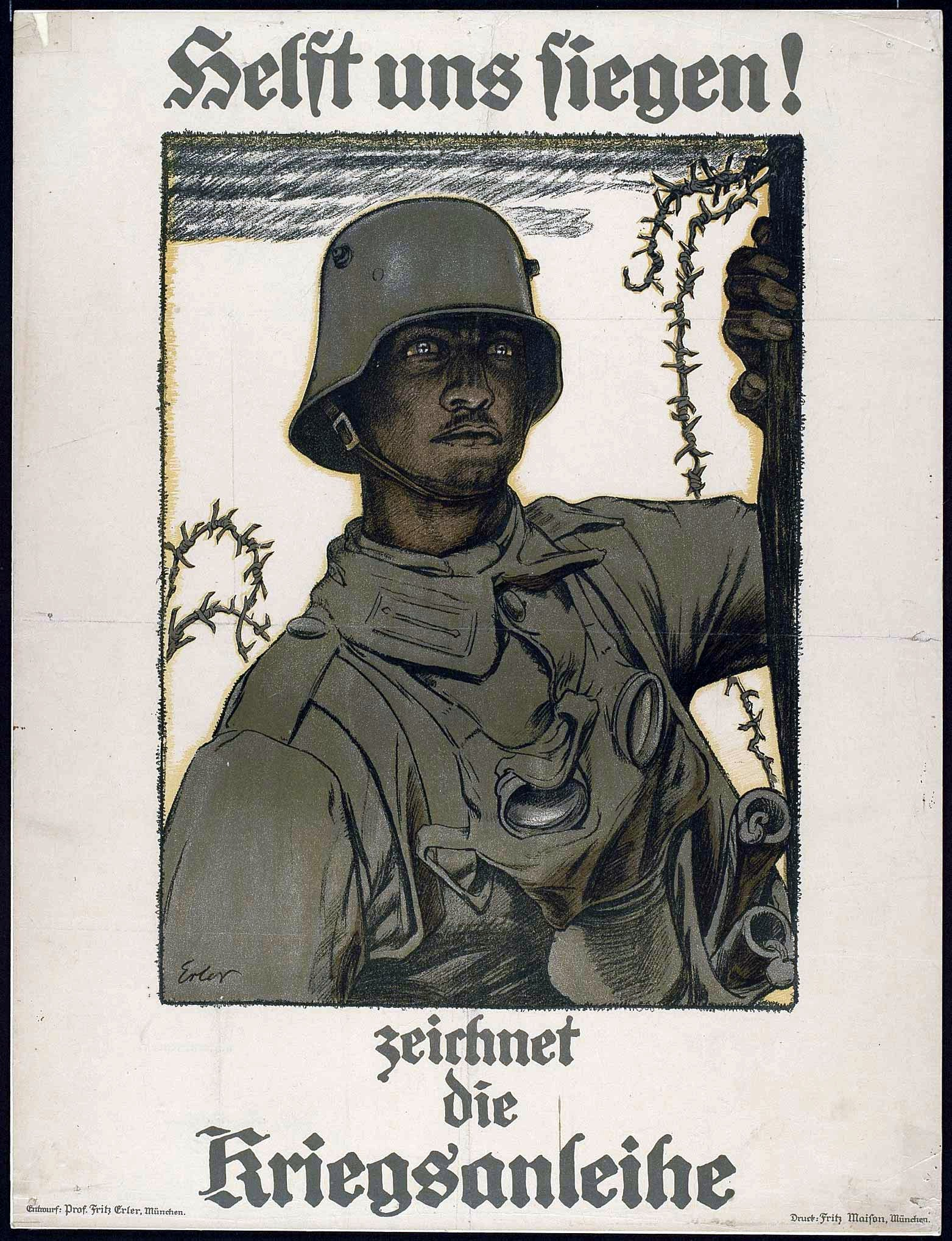
Helft uns siegen !
zeichnet die Kriegsanleihe
(« Aidez-nous à vaincre !
Souscrivez à l'obligation de guerre »), l'affiche de Fritz Erler.

Helft uns siegen ! zeichnet die Kriegsanleihe (« Aidez-nous à vaincre ! Souscrivez à l'obligation de guerre ») était une affiche publicitaire éditée pour la sixième obligation de guerre de l'Empire allemand au début de l'année 1917. Créée par Fritz Erler, elle est considérée comme la première affiche officielle de propagande de guerre de l'Empire allemand.

## Description
L'œuvre est réalisé à la manière du gravure sur bois expressionniste. Le soldat, qui porte un casque en acier, un masque à gaz et une grenade à main, symbolise la guerre industrielle moderne. Il se penche contre un poteau sur lequel on distingue du fil de fer barbelé. Son regard est dirigé vers le lointain. Le visage est assombri par le casque, de sorte que ses yeux semblent presque lumineux dans leurs orbites. Son visage exprime le défi et sa main, qui tient fermement le poteau, renforce sa détermination.

## Histoire
La poursuite de la guerre nécessitait l'émission de deux obligations de guerre par an. Les neuf obligations émises n'ont toutefois couvert qu'environ la moitié du coût de la guerre. Chaque année, l'État major prévoyait de vaincre sur les deux fronts, oriental et occidental. Mais la détermination de la population a été affaiblie par la famine de l'hiver 1916/1917. Jusqu'alors, l'émission d'obligations de guerre était portée à connaissance par une variété d'affiches émises par les banques et institutions émettrices. Pour la première fois un concours d'affiche a été organisé et douze artistes ont déposé un projet. L'artiste munichois Fritz Erler a été choisi. L'historienne de l'art Elisabeth von Hagenow estime ce choix pertinent : l'affiche conserve encore aujourd'hui sa force d'expression. L'affiche « Und ihr ? » (« Et vous ? ») lui a succédé à l'automne 1917.  Le dessin est si connu qu'il a été repris pour l'édition anglaise du roman À l'Ouest, rien de nouveau d'Erich Maria Remarque.